# Shelly West
Shelly West (* 23. Mai 1958 in Cleveland, Ohio) ist eine Country-Sängerin und die Tochter von Dottie West.
West begann mit 17 Jahren als Background-Sängerin in der Band ihrer Mutter zu singen. 1977 heiratete sie den Gitarristen der Band, Alan Frizzell, einen jüngeren Bruder der Country-Legende Lefty Frizzell. Bald darauf startete sie mit ihrem Schwager David Frizzell, einem weiteren Frizzell-Bruder, eine Karriere als Country-Duo.
Bereits ihre zweite Single You're The Reason God Made Oklahoma schaffte es 1981 an die Spitze der Country-Charts. Es folgten einige weitere mäßig erfolgreiche Singles, bis sich das Duo 1985 trennte. Nahezu gleichzeitig ging ihre Ehe mit Alan Frizzell in die Brüche. Shelly West hatte danach als Solokünstlerin noch einen großen Hit: José Cuervo. Im Anschluss daran gab es noch einige leidlich erfolgreiche Songs. Ende der 80er war ihre Karriere als Country-Sängerin endgültig vorbei.

## Diskografie
- Alone & Together (1994)

| Personendaten    | Personendaten                     |
| ---------------- | --------------------------------- |
| NAME             | West, Shelly                      |
| KURZBESCHREIBUNG | US-amerikanische Country-Sängerin |
| GEBURTSDATUM     | 23. Mai 1958                      |
| GEBURTSORT       | Cleveland, Ohio, USA              |